# Mounanaïte
La mounanaïte est une espèce minérale composée de vanadate de plomb et de fer hydroxylé de formule PbFe+32(VO4)2(OH)2, pouvant contenir des traces de fluor, d'aluminium et de cuivre. Elle fait partie, comme la lotharmeyerite, du groupe de la tsumcorite.

## Historique de la description et appellations

### Inventeur et étymologie
Décrite par Cesbron & Fritsche en 1969, le nom dérive de la localité type Mine de Mounana, Franceville, Haut-Ogooué, Gabon.

### Topotype
Mine de Mounana, Franceville, Haut-Ogooué, Gabon. Les échantillons de référence sont déposés à l'École nationale supérieure des mines de Paris. 

## Caractéristiques physico-chimiques

### Cristallochimie
La mounanaïte fait partie du groupe de la tsumcorite.
Groupe de la tsumcorite
Le groupe de la tsumcorite répond à la formule générale AB2(XO4)2(OH,H2O)2.
- A représente le Pb, ou le Ca, plus rarement le Bi.
- B représente le Fe3+, Mn, Cu, Zn, Co ou Ni.
- X représente le P, As ou le V.

Les différents membres sont :
- cabalzarite Ca(Mg,Al,Fe3+)2[AsO4]2·2(OH,H2O) ;
- cobaltlotharmeyérite Ca(Co,Fe3+,Ni)2[AsO4]2·2(OH,H2O) ;
- ferrilotharmeyérite Ca(Fe3+,Zn)2[AsO4]2·2(OH,H2O) ;
- gartrellite Pb(Cu,Fe3+,Zn)2[AsO4]2·2(OH,H2O) ;
- helmutwinklérite Pb(Cu,Zn)2[AsO4]2·2(H2O) ;
- lotharmeyerite Ca(Zn,Mn3+)2[AsO4]2·2(OH,H2O) ;
- mawbyite Pb(Fe3+,Zn)2[AsO4]2·2(OH,H2O) ;
- mounanaïte PbFe3+2[VO4]2·2(OH,F) ;
- natrochalcite NaCu2[OH|SO4]2·2(H2O) ;
- phosphogartrellite Pb(Cu,Fe3+)2[PO4,AsO4]2·2(OH,H2O) ;
- rappoldite Pb(Co,Ni,Zn)2[AsO4]2·2(H2O) ;
- thometzékite Pb(Cu,Zn)2[AsO4,SO4]2·2(OH,H2O) ;
- tsumcorite Pb(Zn,Fe3+)2[AsO4]2·2(OH,H2O) ;
- zincgartrellite Pb(Zn,Fe3+,Cu)2[AsO4]2·2(OH,H2O).

### Cristallographie
La mounanaïte PbFe+32(VO4)2(F,OH)2 cristallise dans le groupe d'espace monoclinique C2/m (Z = 2).
- Paramètres de la maille conventionnelle : {\displaystyle a} = 9,294 Å, {\displaystyle b} = 6,166 Å, {\displaystyle c} = 7,713 Å, β = 115,57° ; V = 398,72 Å3
- Densité calculée = 4,75 g/cm3

Le plomb est en coordination (8) rhomboédrique déformée d'oxygène, avec une longueur de liaison Pb-O moyenne de 2,72 Å.
Le vanadium est en coordination (4) tétraédrique d'oxygène, avec une longueur de liaison V-O moyenne de 1,71 Å.
Le fer est en coordination (4+2) octaédrique d'oxygène et de fluor, avec les longueurs de liaison moyennes Fe-O = 2,04 Å et Fe-F = 1,97 Å. Les octaèdres FeO4F2 sont reliés par leurs arêtes et forment des chaînes FeO3F parallèles à la direction b. Ces chaînes sont reliées entre elles dans le plan (a, c) par les tétraèdres VO4.

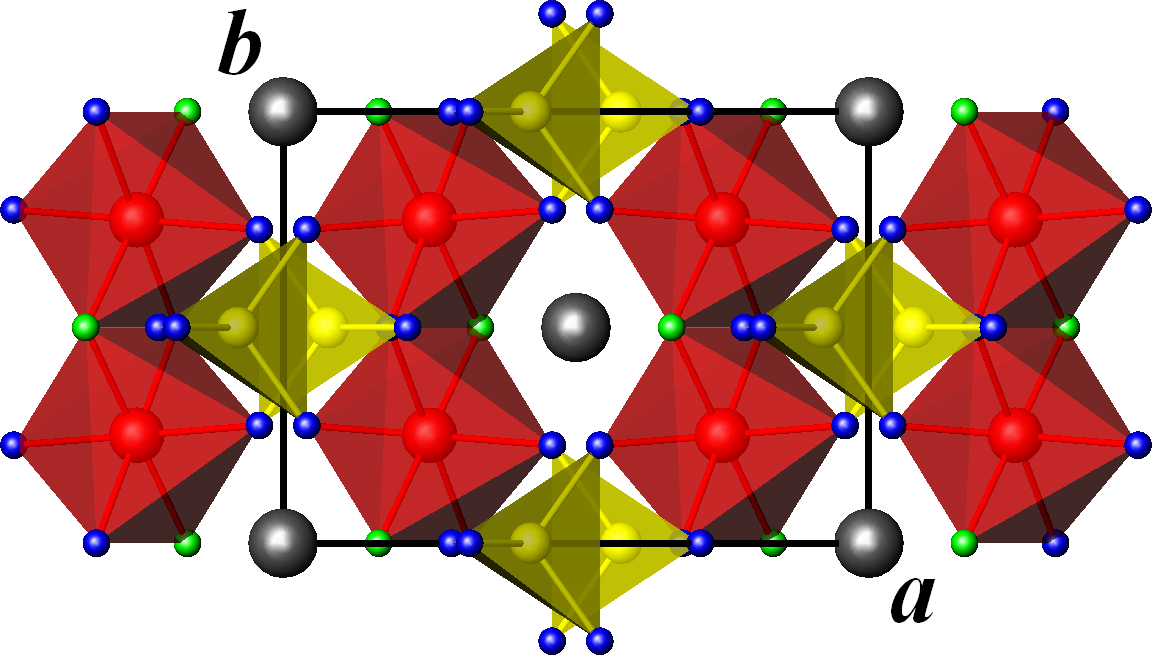
Structure de la mounanaïte, projetée sur le plan (a, b). Gris : Pb, rouge : Fe, jaune : V, vert : F, bleu : O. Les atomes d'hydrogène ne sont pas représentés.
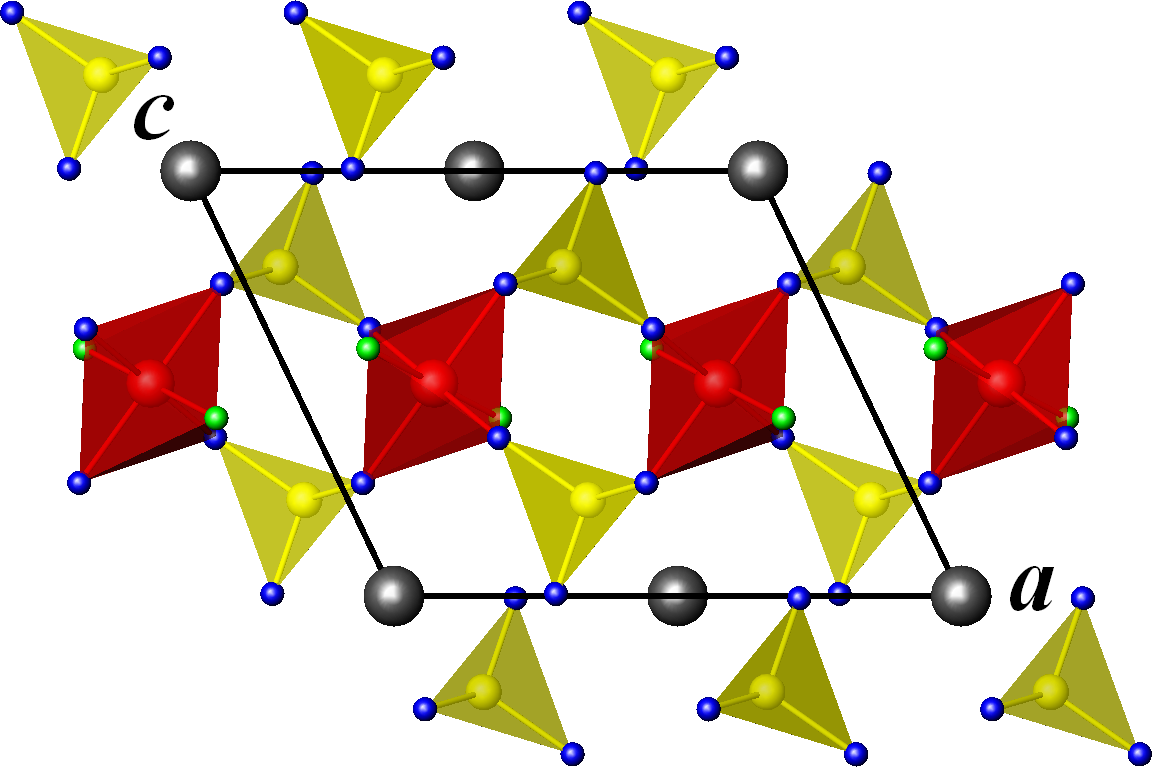
Structure de la mounanaïte, projetée sur le plan (a, c). Gris : Pb, rouge : Fe, jaune : V, vert : F, bleu : O. Les atomes d'hydrogène ne sont pas représentés.

## Gîtes et gisements

### Gîtologie et minéraux associés
GîtologieDans les zones d’oxydation du dépôt de vanadium et uranium plombifères.
Minéraux associéschervétite, curiénite, francevillite, wulfénite.